# Конституция Боливии
Конституция Боливии (исп. Constitución Política del Estado) — основной закон государства. Текущая конституция вступила в силу 7 февраля 2009 года, когда она была подписана президентом Эво Моралесом. На референдуме, который состоялся 25 января 2009 года, конституцию одобрили 61,43 % избирателей при явке в 90,24 %.
Это 17-я конституция в истории страны; предыдущие конституции были приняты в 1826, 1831, 1834, 1839, 1843, 1851, 1861, 1868, 1871, 1878, 1880, 1938, 1945, 1947, 1961 и 1967 годах.
Конституция 2009 года определяет Многонациональное Государство Боливия как унитарное, многонациональное и светское (а не католическое, как раньше) государство. Она призывает к смешанной экономике государственной, частной и коммунальной собственности; ограничивает частную собственность на землю лимитом в 5 000 гектаров (12 400 акров); и признает различные автономии на местном и ведомственном уровне.
Конституция превращает избирательные органы в четвертую ветвь власти; вводит возможность выборов за отзыв (англ. recall elections) всех избранных должностных лиц; и увеличивает Сенат. Члены расширенного Национального конгресса в будущем будут избираться по системе относительного большинства, в отличие от предыдущей смешанной пропорциональной системы. Судебная система реформирована, и судьи в будущем будут избираться, а не назначаться Национальным конгрессом. Конституция объявляет природные ресурсы исключительной собственностью боливийского народа, находящейся под управлением государства. Сукре признаётся столицей Боливии, но государственные учреждения остаются там, где они есть (исполнительная и законодательная власть в Ла-Пасе, судебная власть в Сукре). Избирательные органы будут расположены в Сукре.
Конституция была принята по инициативе партии Движение к социализму, которая пришла к власти после газового конфликта.

## Содержание
Текст конституции разделен на пять больших частей:
- Часть первая. Основы государства, права, обязанности и гарантии;
- Часть вторая: Функциональная структура и организация государства;
- Часть третья: Территориальная структура и организация государства;
- Часть четвертая: Экономическая структура и организация государства;
- Часть пятая: Иерархия норм и реформа Конституции.

Всего в конституции 411 статей.